# Puerto de Bristol
El puerto de Bristol (nombre original en inglés: Bristol Harbour) es una instalación de servicios para el tráfico marítimo localizada en la ciudad de Bristol, Inglaterra. Con una superficie de 70 acres (28,3 ha), abarca el antiguo cauce natural sometido a las mareas del río Avon que atravesaba la ciudad, aunque adoptó su forma actual en 1809, cuando se dispusieron unas compuertas para evitar que se redujera el calado del río cuando baja la marea. Se excavó un canal de derivación de 2 millas (3,2 km) de longitud para permitir el flujo de las mareas en el río a través de los campos de Bedminster, conocido como el "River Avon New Cut", "New Cut" o simplemente "The Cut". A menudo se le llama puerto flotante, dado que el nivel del agua permanece constante y no se ve afectado por el estado de las mareas en la garganta del Avon, en el canal New Cut o en el cauce del río natural situado al sureste de Temple Meads.
La esclusa de Netham, localizada en el extremo este del canal de alimentación construido en 1809, es el límite aguas arriba del puerto flotante. Más allá de la esclusa, se localiza una bifurcación del cauce: por uno de los brazos, el río Avon navegable se prolonga aguas arriba hasta llegar a Bath; y por el otro brazo, se accede al cauce natural del río Avon sometido a las mareas. El primer tramo de 1 milla (1,6 km) de longitud del puerto flotante, aguas abajo de la esclusa de Netham hasta la cuenca de Totterdown, es un canal conocido como alimetador de Bristol, que se bifurca de la ruta original del cauce afectado por las mareas del río Avon. Aguas abajo de la cuenca de Totterdown, el puerto flotante ocupa el antiguo curso natural del río Avon, mientras que el propio cauce del río Avon sometido a las mareas, fluye a través de un canal artificial conocido como New Cut. La posibilidad de independizar el flujo de las aguas del puerto flotante y del río Avon evita que los barcos queden varados en el puerto durante la marea baja, a la vez que reduce las corrientes y la sedimentación, y contribuye a reducir el efecto de posibles inundaciones.
Entre la Estación de Bristol Temple Meads y Hotwells, el puerto y el río Avon corren paralelos a una distancia de no más de 5/8 de milla (1 km). Aguas abajo de la estación, el puerto flotante serpentea a través del centro de la ciudad de Bristol, de Canon's Marsh y de Hotwells, donde el dominio del puerto flotante se une al río Avon a través de una serie de esclusas, y desemboca en la garganta del Avon.
El puerto de Bristol era la instalación portuaria original de la ciudad, pero a medida que los barcos y sus cargas fueron aumentado de tamaño, se hizo necesario en gran medida reemplazarlo por las dársenas de Avonmouth y de Portbury, ubicadas 7 mi (11 km) aguas abajo en la desembocadura del río Avon.

## Tramos, muelles y elementos portuarios
1. Muelle del Príncipe, incluidos el Cobertizo M, el bote contra incendios Pyronaut y el remolcador Mayflower, contiguos al puente de Prince Street
2. Diques secos: con los buques SS Great Britain y el Matthew
3. Alcance de San Agustín y puente de Pero
4. Cuenca de Bathurst
5. Queen Square
6. Estación de Bristol Temple Meads
7. Castle Park
8. Muelle Redcliffe y cuevas de Redcliffe
9. Puerto deportivo del Muelle Báltico
10. Cuenca de Cumberland y esclusas de Brunel
11. El New Cut
12. Esclusa de Netham, entrada del canal alimentador
13. Cuenca de Totterdown
14. Muelle de Temple
15. The Centre
16. Canons Marsh, incluidos Millennium Square y el centro cultural We the Curious
17. Underfall Yard (Campa Deprimida)
18. Puente de Bristol y Welsh Back

## Historia de los muelles de Bristol

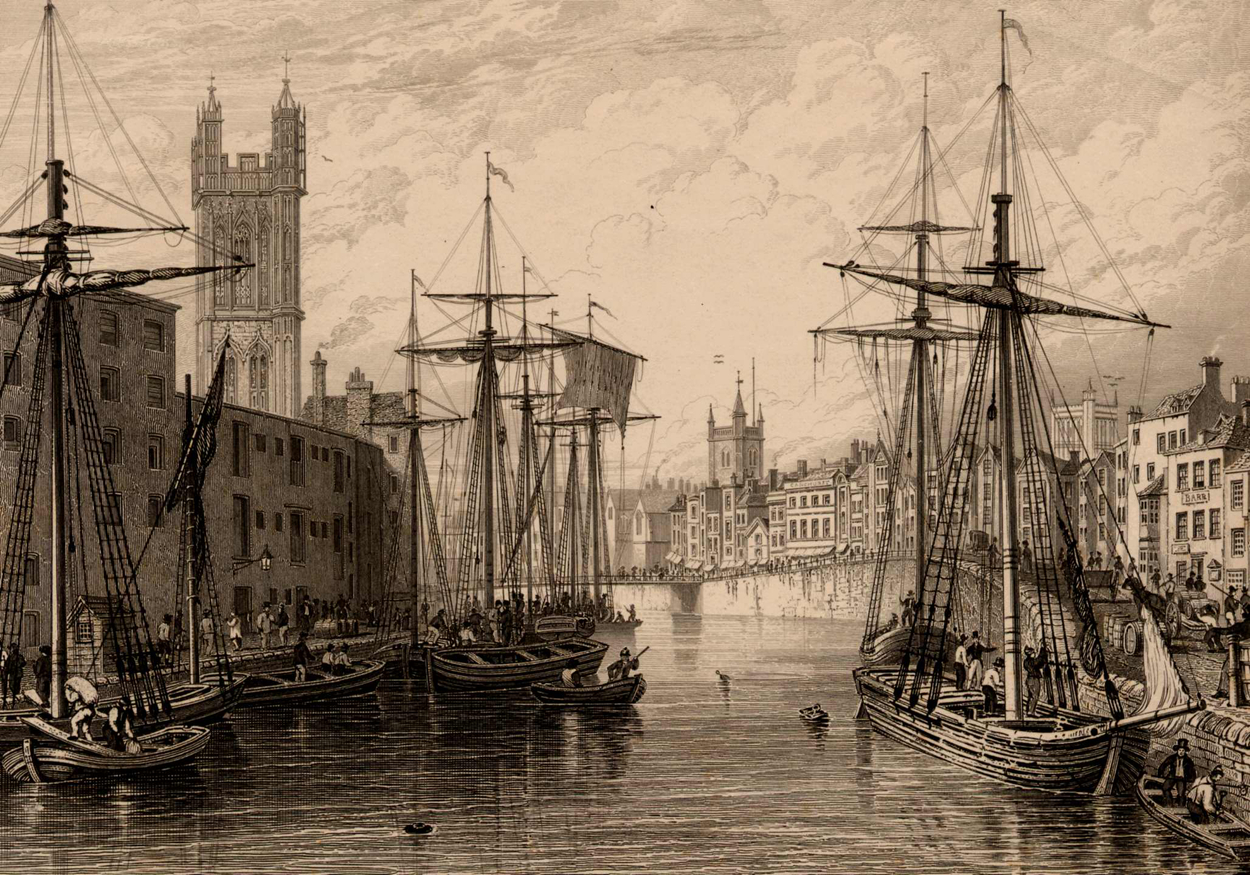
Grabado en blanco y negro que muestra las torres de las iglesias de San Esteban, San Agustín el Menor y la catedral de Brístol, publicado c. 1850. La vista muestra el puerto histórico con diez veleros y botes de remos antes de que se realizara el canal entre 1892 y 1938

Bristol creció a orillas de los ríos Avon y Frome. Desde el siglo XIII, los ríos se han modificado para su uso como muelles, incluido el desvío del río Frome en la década de 1240 hacia un "canal profundo" artificial conocido como "Saint Augustine's Reach", que desembocaba en el río Avon. Este canal y sus muelles se convirtieron en el corazón del primitivo puerto de Bristol. El río Avon dentro de la garganta, y el río Severn en el que desemboca, están sometidos a un régimen de mareas que fluctúa alrededor de 47 pies (14 m) entre aguas altas y bajas. Esto significa que el río es fácilmente navegable durante la marea alta, pero queda reducido a un canal fangoso durante la marea baja, en el que los barcos a menudo encallaban. Las embarcaciones no tenían otra opción que quedarse varados en el puerto hasta completar la descarga, lo que dio lugar a la frase "shipshape and Bristol fashion" (barcos resistentes como se requieren en Bristol) para describir cómo los barcos y su carga asegurada tenían que ser capaces de soportar la tensión de repetidos encallamientos en el lecho embarrado del puerto.

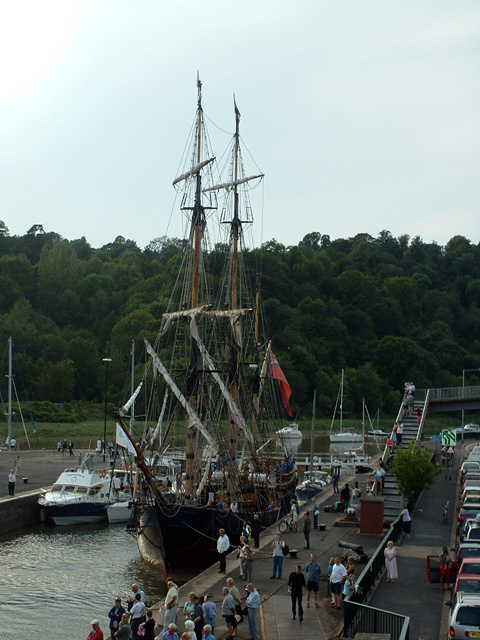
Un velero de mástiles altos en la esclusa de Cumberland (Hotwells), durante el Festival del Puerto celebrado en 2004

Ya en 1420, los barcos de Bristol viajaban regularmente a Islandia y se especula con que los marineros de la ciudad podrían haber tocado tierra en América antes que Cristóbal Colón o Juan Caboto. Después de que Caboto llegó a Bristol, propuso un plan al rey Enrique VII, en el que le proponía llegar a Asia navegando hacia el oeste a través del Atlántico norte. Estimó que esta ruta sería más corta y rápida que la seguida hacia el sur por Colón. Los comerciantes de Bristol, que operaban bajo el nombre de Sociedad de Comerciantes Aventureros, aceptaron apoyar su plan, dado que ya habían patrocinado expediciones en el Atlántico norte desde principios de la década de 1480 en busca de posibles oportunidades comerciales. En 1552, Eduardo VI otorgó una Carta Real a los Comerciantes de Bristol para administrar el puerto.
En el año de 1670, la ciudad registró unas 6.000 toneladas de transporte marítimo, de las cuales la mitad correspondían a la importación de tabaco. A finales del siglo XVII y principios del XVIII, el comercio desde el puerto de Bristol también desempeñó un papel importante en la historia de la esclavitud.

### Construcción del puerto flotante

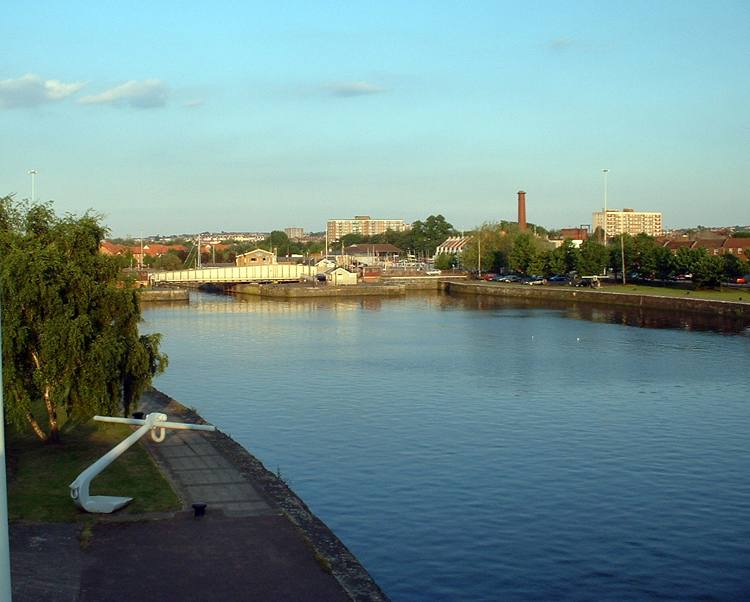
La Cuenca de Cumberland

El auge de los muelles de Liverpool en el siglo XVIII supuso el aumento de la competencia con Bristol por el comercio del tabaco. El comercio de cabotaje también era importante, con el área llamada "Welsh Back" dedicada al comercio fluvial especialmente de pizarra de Gales, piedra para la construcción, madera y carbón. Las limitaciones de los muelles de Bristol estaban causando problemas a las empresas, por lo que en 1802 William Jessop propuso instalar una represa y una esclusa en Hotwells para crear el puerto. El plan, con un presupuesto de 530.000 libras esterlinas fue aprobado por el Parlamento, y la construcción comenzó en mayo de 1804. Incluía la construcción de la cuenca de Cumberland, un gran tramo del puerto en Hotwells donde los diques y los bolardos del muelle tienen el estatus de monumento clasificado.

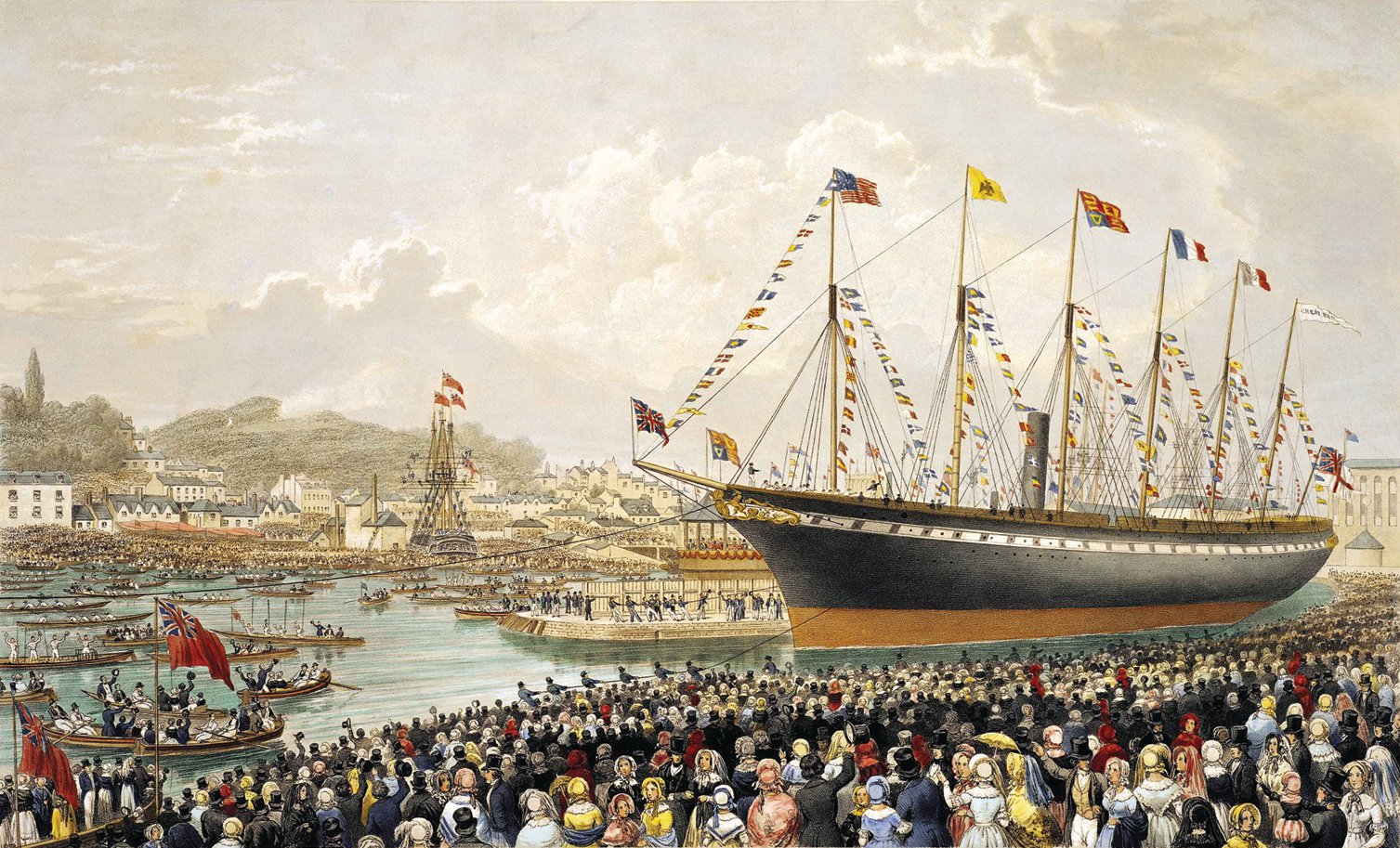
Botadura del SS Great Britain, el revolucionario buque proyectado por Isambard Kingdom Brunel (Bristol, 1843)

El canal para permitir la crecida de las mareas aguas arriba del puerto (conocido como New Cut) se construyó desde Netham hasta Hotwells, con otra represa instalada en este extremo del puerto. El canal alimentador, excavado entre la Estación de Bristol Temple Meads y Netham sirvió de enlace con el cauce natural del río sometido a las mareas para que los barcos pudieran remontar el río Avon hasta Bath. Sin embargo, la disposición de los nuevos canales requería un sistema para igualar los niveles dentro y fuera del muelle para permitir el paso de embarcaciones hacia y desde el Avon, y una serie de puentes para cruzarlos. Jessop construyó la cuenca de Cumberland con dos esclusas de entrada desde la zona de marea del Avon, de 45 y 35 pies (13,7 y 10,7 m) de ancho, y una esclusa de conexión de 45 pies (13,7 m) de anchura entre la cuenca y lo que se conoció como el puerto flotante. Este conjunto de compuertas proporcionó la flexibilidad de operación buscada, y la propia cuenca se podía utilizar como esclusa cuando había un gran número de llegadas y salidas. El puerto se inauguró oficialmente el 1 de mayo de 1809. El primer barco construido en el puerto flotante fue el Dochfour.

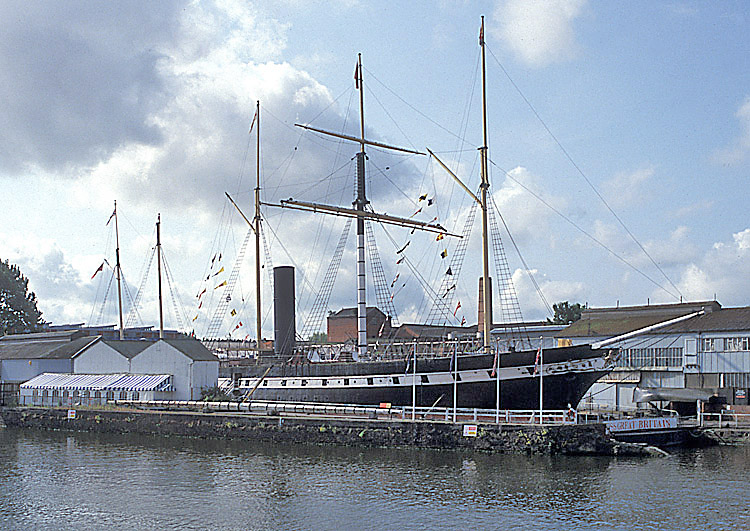
El buque

El astillero de Patterson, situado dentro del puerto, se utilizó para la construcción de muchos barcos, entre los que destacan en particular el SS Great Western en 1838 y el SS Great Britain en 1843, ambos proyectados por Brunel. Ambos se convirtieron en dos de los barcos más grandes que se construyeron en su tiempo, e irónicamente aceleraron el declive de los muelles de la ciudad, al demostrar la viabilidad de la construcción de grandes buques. El SS Great Britain iba a ser remolcado desde el astillero en que se construyó hasta el río Támesis, para ser equipado con sus motores de vapor de 1.000 caballos de potencia, pero su manga de 48 pies (14,6 m) era demasiado grande para pasar a través de la esclusa. En consecuencia, el buque permaneció amarrado en el puerto flotante hasta diciembre de 1844, antes de poder dirigirse a la cuenca de Cumberland después de que se retiraron los bloques de piedra de la albardilla y las plataformas de las compuertas de la esclusa. Hubo un tiempo en que hubo decenas de astilleros en Bristol, siendo el más grande del puerto Hilhouse, que se convirtió en Charles Hill & Sons en 1845.

### Mejoras delsigloXIX

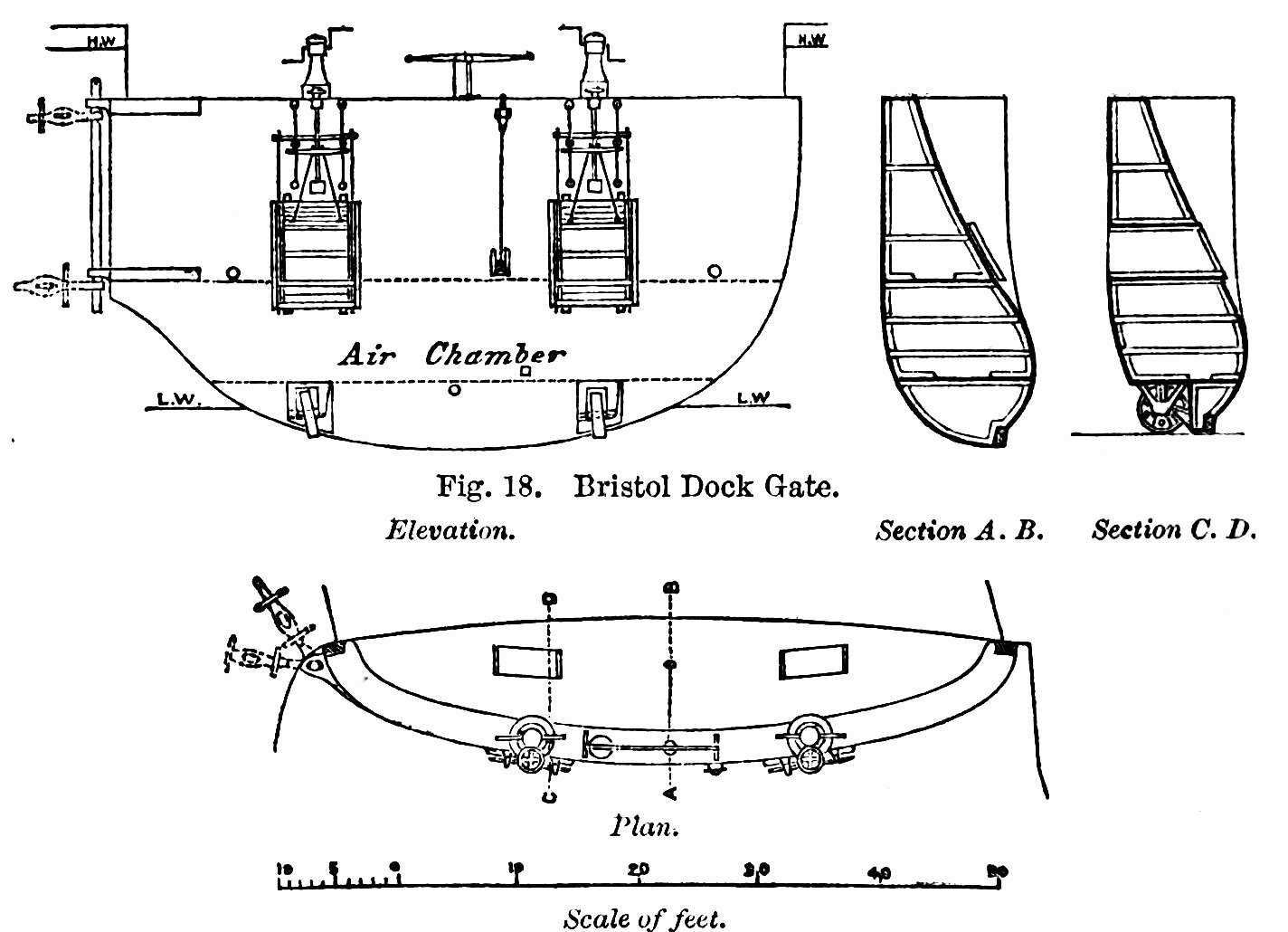
Compuertas del muelle de Bristol, diseñadas por Brunel

Las obras del puerto costaron más de lo previsto, y se impusieron altas tasas para pagar los préstamos. Esta situación redujo cualquier beneficio que pudiera ofrecer el nuevo puerto para atraer empresas de Liverpool. En 1848, el ayuntamiento compró la empresa portuaria para obligar a bajar las tarifas. Emplearon a Isambard Kingdom Brunel para realizar mejoras, incluidas nuevas compuertas, un dragado y un segundo tipo de compuertas de fondo diseñadas para reducir la sedimentación.
A mediados del siglo XIX existía un servicio regular de pasajeros a vapor a que enlazaba Bristol con los puertos de Cork, Waterford, Dublín, Tenby, Carmarthen, Haverford West, Milford Haven, Swansea, Cardiff y Newport, operado por la Bristol General Steam Navigation Company desde el muelle ancho, situado en el Alcance de San Agustín.
En 1867, los barcos eran cada vez más grandes, y los meandros del río Avon impedían que los que superaban los 300 pies (91 m) de eslora llegaran al puerto. Un plan para instalar una esclusa mucho más grande en Avonmouth, con el objetivo de convertir todo el río en un puerto flotante y rectificar las curvas más cerradas del cauce, se abandonó después de que comenzaron los trabajos en los muelles de Avonmouth y Portishead, unas obras de mucho menor coste. La esclusa de entrada actual fue diseñada por Thomas Howard y se inauguró en julio de 1873. Tiene un ancho de 62 pies (18,9 m), y es la única esclusa de entrada a los muelles urbanos que se utiliza actualmente.
Desde 1893 hasta 1934, el funicular subterráneo del Ferrocarril de Clifton Rocks enlazó Clifton con el extremo occidental del puerto, que está cerca de las esclusas.

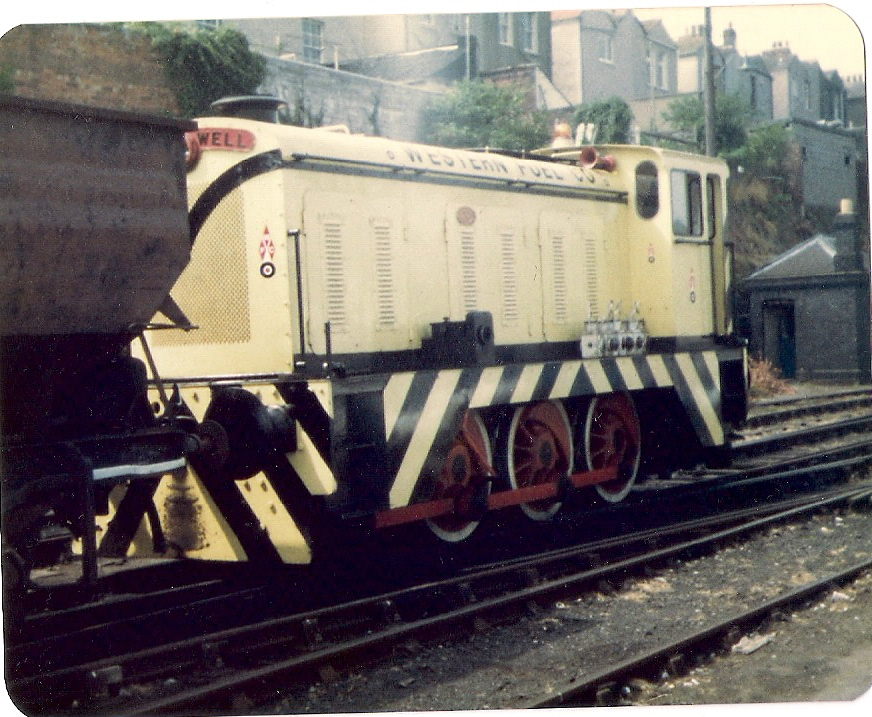
Locomotora diésel de Western Fuels maniobrando vagones de carbón en el depósito de concentración en 1981

#### Ferrocarriles
El Ferrocarril del Puerto de Bristol original fue una empresa conjunta del GWR y del Ferrocarril de Bristol y de Exeter, inaugurado en 1872 entre Temple Meads y el puerto flotante. Su ruta incluía un túnel debajo de la iglesia de St Mary Redcliffe y un puente basculante a vapor sobre las esclusas de entrada en la cuenca de Bathurst. En 1876, se alargó el ferrocarril 1/2 mi (804,7 m) hasta el muelle de Wapping. En 1906, se construyeron nuevos ramales desde el sur a través del puente giratorio de la avenida Ashton hasta Canons Marsh en el lado norte del puerto flotante, y hasta Wapping a través de una línea paralela al New Cut. Se estableció un depósito de concentración de carbón propiedad de Western Fuels en el muelle de Wapping, justo detrás del Museo Industrial, pero se cerró en 1987.

#### Underfall Yard (Campa Deprimida)

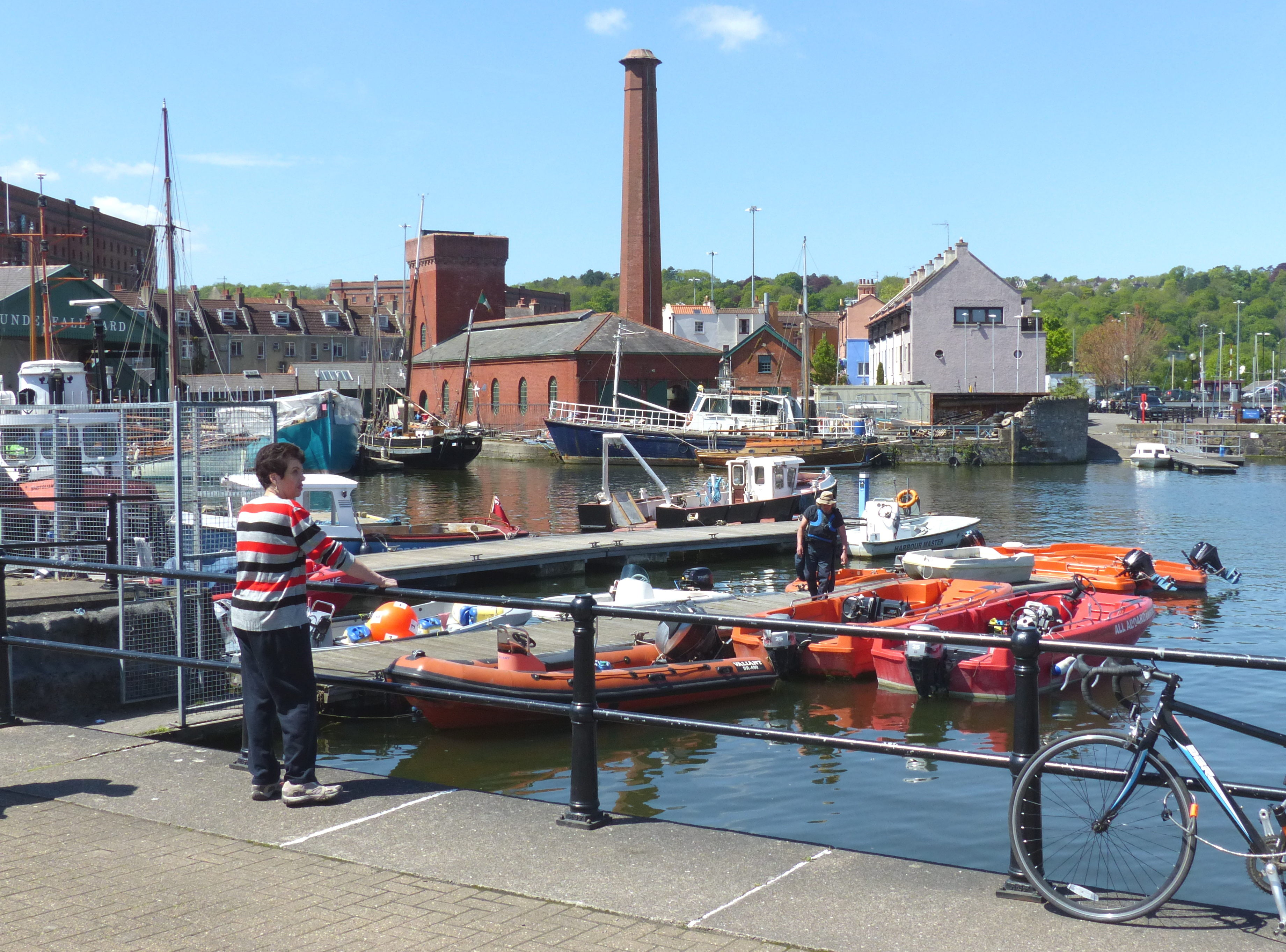
Entrada al Underfall Yard

Las instalaciones de mantenimiento del muelle se establecieron en los terrenos liberados por la represa del río necesaria para construir el puerto, y permanecen ubicadas en este lugar hasta el día de hoy. William Jessop había creado una represa sumergida para permitir que el exceso de agua regresara al New Cut, conocida como "overfall". En la década de 1830, el puerto flotante sufría graves problemas de sedimentación. Sin embargo, Isambard Kingdom Brunel pudo idear una solución. En lugar del overfall, recomendó instalar tres compuertas poco profundas y una esclusa de socavación profunda entre el puerto y el canal de New Cut; y también emplear un buque de dragado. Este barco de arrastre retiraría los sedimentos depositados junto a los diques del muelle. Cuando la esclusa profunda se abría durante la marea baja, una poderosa resaca succionaba el sedimento hacia el río, donde era arrastrado por la siguiente marea. Además, las compuertas poco profundas permitían ajustar el nivel del agua del muelle según las condiciones climáticas.
Varios edificios antiguos, que datan de la década de 1880, permanecen en el Patio Subterráneo, y tienen el estatus de monumento clasificado. Los ladrillos de terracota y la chimenea octogonal del casa de motores hidráulicos datan de 1888 y están catalogados como de grado II*, al igual que la propia casa de motores hidráulicos. Está construida con ladrillo rojo y techo de pizarra, y contiene la maquinaria de bombeo instalada en 1907 por Fullerton, Hodgart y Barclay de Paisley, que alimenta el sistema hidráulico de grúas, puentes y esclusas del muelle. La antigua nave y los almacenes del taller de patrones metálicos datan del mismo período, y están catalogados como de grado II, al igual que los diques y embarcadero (denominado Patent slip).

#### Almacenes

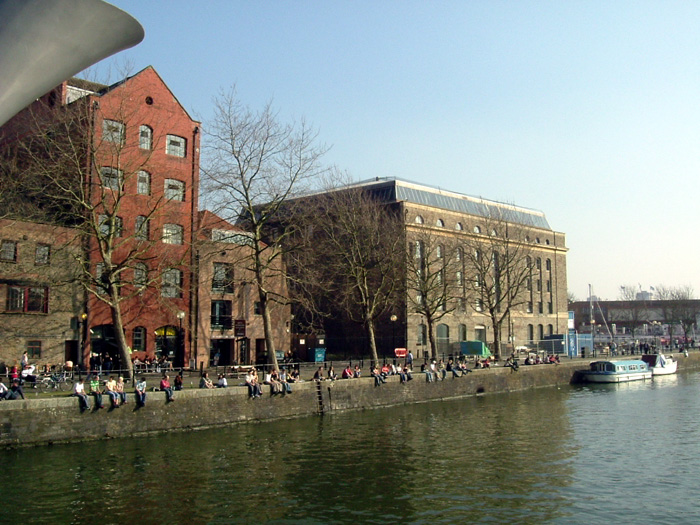
La Galería de Arte Arnolfini

Se construyó una gran cantidad de almacenes comerciales alrededor del puerto. Muchos de ellos se han preservado, y se están convirtiendo en bloques de apartamentos, aunque en algunos casos han sido demolidos como parte de la regeneración urbana de la zona.
Uno que ha sobrevivido es el A Bond Tobacco Warehouse, que se construyó en 1905 y fue el primero de los tres almacenes de depósito construidos con ladrillos en la cuenca de Cumberland, y que ha sido catalogado como un edificio de grado II.
El B Bond Warehouse data de 1908 y fue el primero en Gran Bretaña en utilizar el sistema de hormigón armado de Edmond Coignet. Ahora es utilizado por el ayuntamiento de la ciudad de Bristol, y alberga las oficinas y los archivos municipales, y el Centro CREATE.
El almacén Robinson's Warehouse, construido en 1874 por  William Bruce Gingell, y The Granary en Welsh Back, son ejemplos del estilo bizantino de Bristol, en el que se emplean ladrillos de colores y arcos de estilo morisco.
La galería de arte Arnolfini ocupa Bush House, un almacén de té del siglo XIX catalogado de grado II*, y el Watershed Media Centre ocupa otro almacén en desuso.

### Mejoras delsigloXX

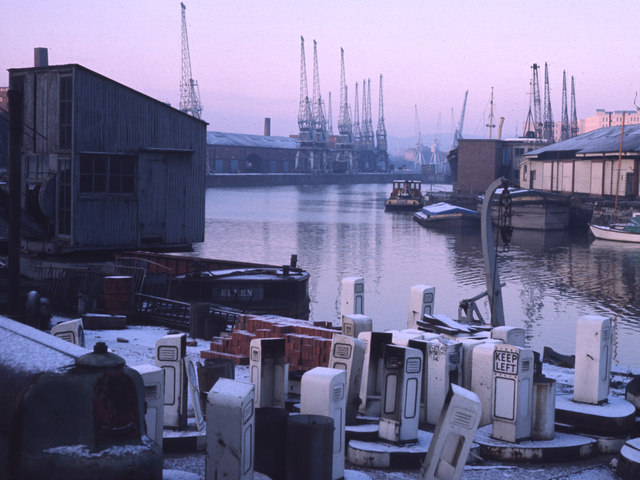
Muelles de la ciudad mirando hacia el oeste desde cerca del puente de Redcliffe en 1971

El muelle rey Eduardo se construyó en Avonmouth en 1908, y en 1972 se construyó el gran muelle Royal Portbury de aguas profundas en el lado opuesto de la desembocadura del Avon, lo que hizo que los muelles de la ciudad de Bristol en el puerto flotante pasaran a ser redundantes como instalaciones de carga. En 1977, Charles Hill & Sons, el último constructor naval de Albion Yard, cerró después de entregar el buque cisterna cervecero Miranda Guinness de 1.541 toneladas. Parte del astillero reabrió sus puertas en 1980, cuando Abels Shipbuilders comenzó a operar, para producir numerosos pequeños transbordadores, buques de reconocimiento, remolcadores y otras embarcaciones, antes de cerrar en 2006.
Las dragas de arena de la compañía Amey Roadstone (anteriormente T R Brown y Holms Sand & Gravel) trabajaron desde el muelle de Poole en Hotwells hasta 1991. Ocasionalmente, los buques mercantes costeros acceden a la cuenca de Cumberland para ser cargados con los grandes silos de acero fabricados por Braby Ltd en sus instalaciones cercanas de Ashton Gate.
El antiguo puente giratorio de la esclusa Junction funciona con la presión del agua de la casa de máquinas hidráulica de Underfall Yard (con un valor de 750 psi (5171,1 kPa; 52,8 bar)). El nuevo puente de Plimsoll, terminado en 1965, tiene un sistema electrohidráulico más moderno que utiliza aceite a una presión de 4480 psi (30 888,5 kPa; 315,2 bar).

#### Regeneración del puerto

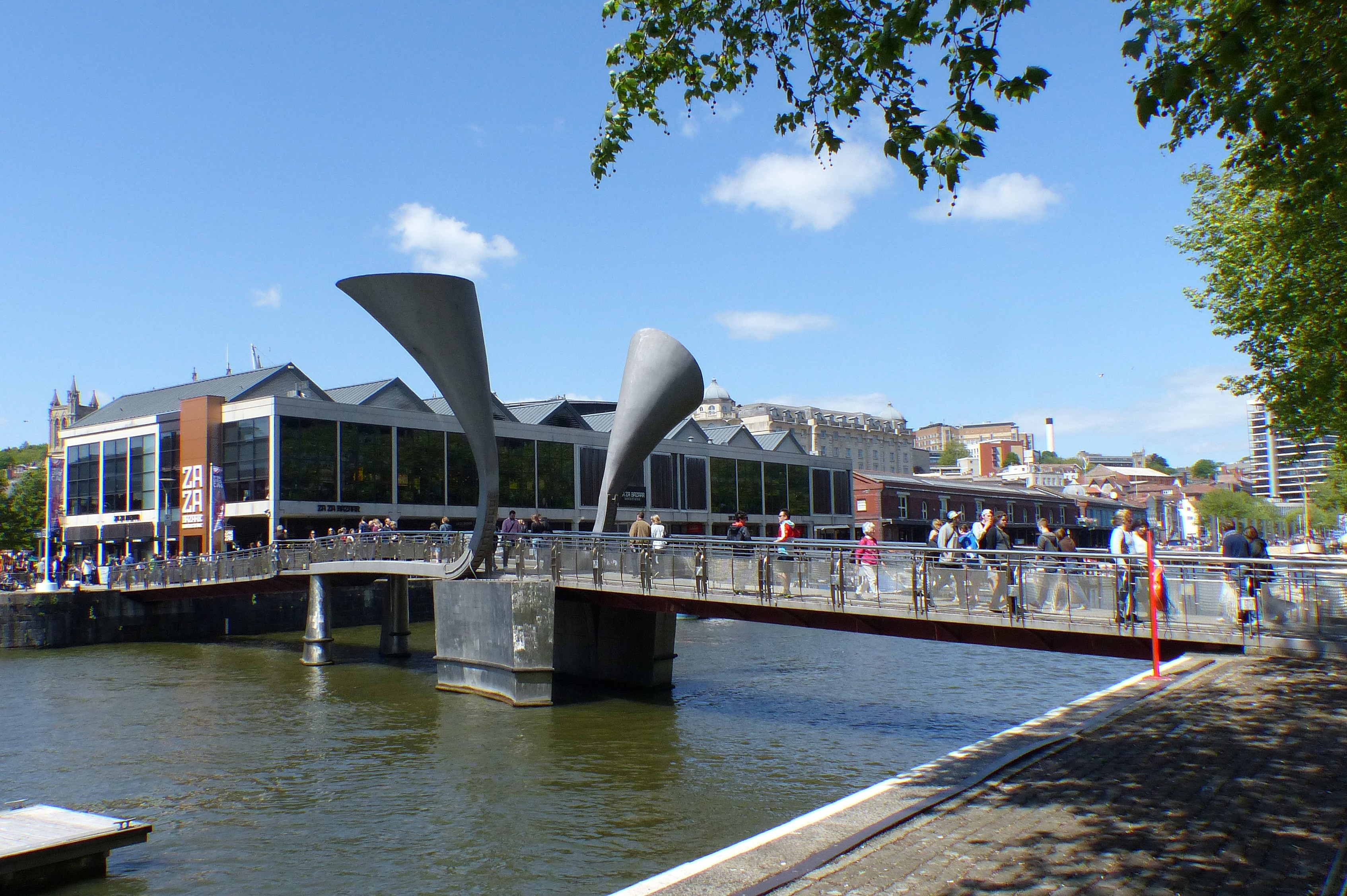
El puente de Pero es una estructura basculante sobre el puerto de Bristol. Los dos elementos abocinados son contrapesos para equilibrar el tablero cuando se abren las dos mitades. Los edificios del fondo están situados en Watershed

Desde la década de 1980, se han invertido millones de libras en la regeneración del puerto.
En 1999, se construyó el puente de Pero, conectando la exposición @Bristol con el resto de las atracciones turísticas de la ciudad. En 2000, el centro @Bristol abrió sus puertas en un terreno semiabandonado en Canon's Marsh y algunos de los monumentos clasificados de Grado II existentes fueron renovados y reutilizados. Se financió con 44,3 millones de libras procedentes de la National Lottery, de la Comisión del Milenio, y de la Agencia de Desarrollo Regional del Suroeste de Inglaterra; y con otros 43,4 millones reunidos por el Ayuntamiento de Bristol y algunos socios comerciales, incluida la multinacional Nestlé. Los inversores privados también están construyendo edificios comercializados como estudios y apartamentos.
Se esperaba que la regeneración del área de Canon's Marsh costara alrededor de 240 millones de libras. La empresa Crest Nicholson fue el desarrollador líder, construyendo 450 nuevos pisos, casas y oficinas junto al agua. La operación se estaba llevando a cabo bajo la dirección del Grupo de Patrocinadores de Harborside, que es una asociación entre el Ayuntamiento, partes interesadas clave, desarrolladores, empresas, operadores y financiadores.
La cuenca de Cumberland y el muelle Báltico son utilizados por las embarcaciones de recreo del Baltic Wharf Sailing Club, y están rodeados de atracciones turísticas. La antigua estación de bombeo hidráulico se ha convertido en un pub, y es un edificio protegido de grado II.
A partir de 2016 había dos empresas de construcción de barcos activas en el puerto: la Bristol Classic Boat Company y la Slipway Co-operative, ambas ubicadas en Underfall Yard.

### El puerto en la actualidad

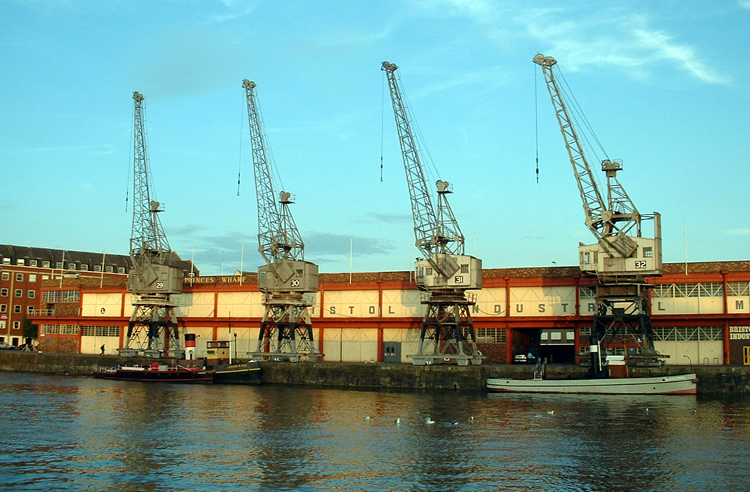
El antiguo Museo Industrial de Bristol, ahora denominado M Shed

El puerto es ahora una zona de interés turístico, que reúne museos, galerías de arte, exposiciones, bares y clubes nocturnos. Los antiguos talleres y almacenes han sido reconvertidos o reemplazados en gran medida por lugares culturales, como la galería de arte Arnolfini, el Watershed Media Centre, el museo M Shed, la Antlers Gallery y el centro de exposiciones científicas We The Curious, así como varios edificios de apartamentos de moda. El Ferrocarril del Puerto de Bristol, operado por el M Shed, circula entre el museo y el Centro CREATE algunos fines de semana y días festivos. En el puerto hay barcos históricos atracados permanentemente, como el SS Great Britain diseñado por Isambard Kingdom Brunel, que fue el primer transatlántico con casco de hierro y propulsión por hélice; y una réplica del Matthew, en el que Juan Caboto navegó a América del Norte en 1497. Los barcos históricos del museo M Shed, que incluyen el remolcador de vapor Mayflower, el barco contra incendios Pyronaut y el remolcador John King se operan periódicamente.
Las compañías Bristol Ferry Boats y Number Seven Boat Trips operan servicios de ferry en el puerto desde cerca de la Estación de Temple Meads hasta Underfall Yard, conectando los embarcaderos en el centro de la ciudad y cerca de la mayoría de las atracciones del puerto. Un ferry que cruza el puerto transporta a los pasajeros desde el embarcadero del ferry junto al Great Britain hasta la nueva ensenada del puerto, situada enfrente. Bristol Packet Boat Trips ofrece recorridos regulares por el puerto con comentarios y cruceros por el río en el bote Tower Belle, que navega río arriba hasta Conham, Hanham y Bath; y río abajo hasta Avonmouth.
Cada año, a finales de julio, se celebra el festival del Puerto de Bristol, lo que genera una gran afluencia de barcos, incluidos grandes veleros, buques de la Marina Real británica y embarcaciones de salvamento. Existe una ordenanza que prohíbe nadar en los muelles, con sanciones de hasta 1.000 libras.

## Eventos

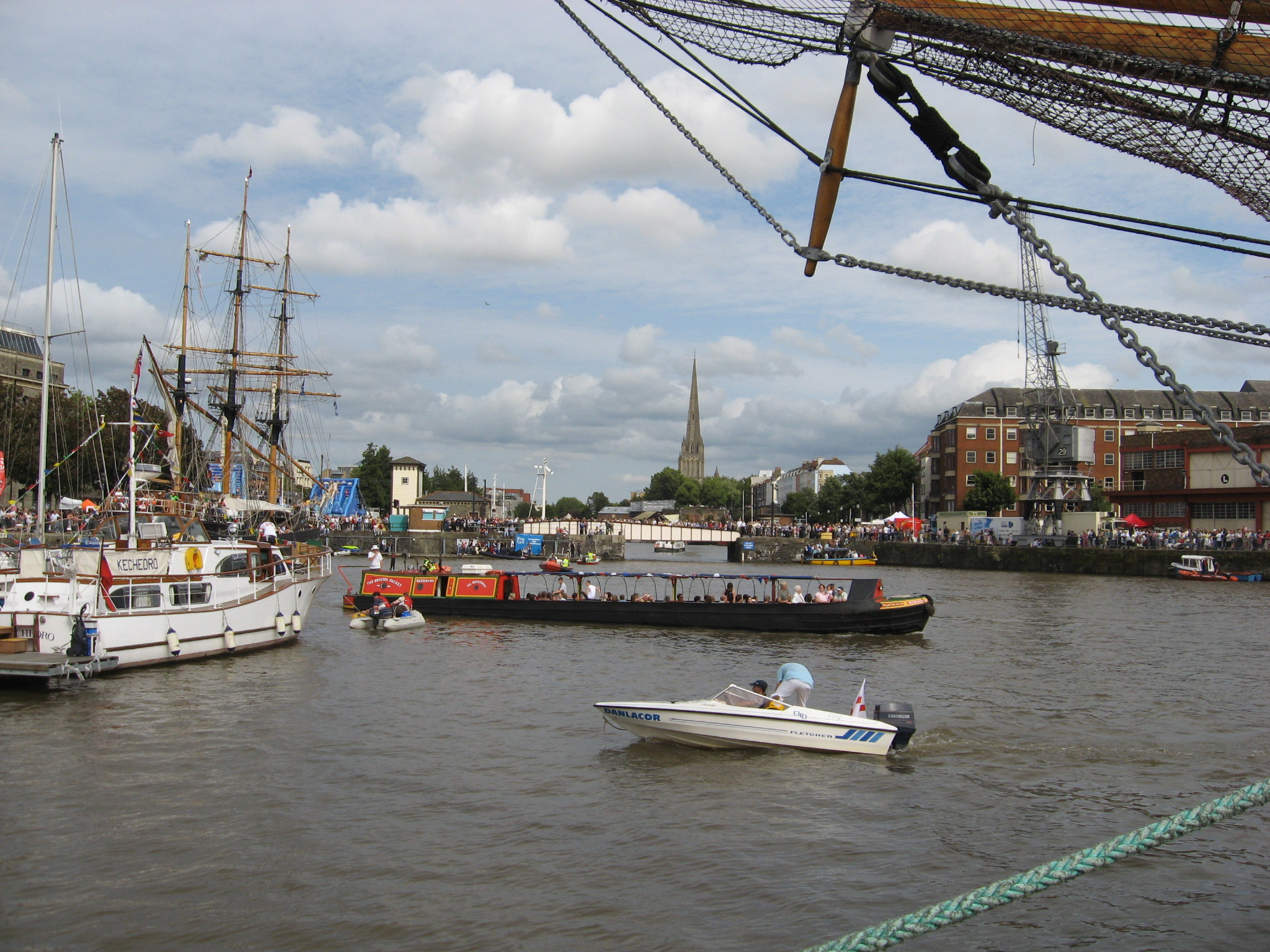
Festival del Puerto de Bristol

El festival del Puerto de Bristol se celebra en julio de cada año, con la asistencia de grandes veleros y de cientos de barcos y embarcaciones de todo tipo. Los barcos atraen la atención de alrededor de 200.000 visitantes, para los que se organiza música en vivo, espectáculos callejeros y otros entretenimientos.
En 1996, el puerto fue el escenario del primer Festival Internacional del Mar, una versión de mayor alcance de los festivales portuarios anuales, a la que asistieron muchos grandes veleros, como el Eye of the Wind, el Pride of Baltimore, el Rose, el Kaskelot y el Earl of Pembroke. El tema clave fue el viaje pionero de descubrimiento de Juan Caboto a las Américas, y se realizó una réplica del barco de Cabot, el Matthew, antes de su recreación del viaje de Cabot el año siguiente. En 2009, se conmemoró el 200 aniversario del Puerto Flotante con una serie de eventos.
En junio de 2020, durante una manifestación, se derribó la estatua de Edward Colston (dedicada al mercader del siglo XVIII nacido en Bristol Edward Colston, involucrado en el tráfico de esclavos) que después de ser pintarrajeada, se arrastró hacia el puerto.